# مجلة الرائد (السعودية)
مجلة الرائد، من المجلات الأدبية الثقافية، وتعتبر أول مجلة سعودية تهتم بالرياضة، وصدرت في مدينة جدة في عام 1379هـ/1959م.

## بدايات المجلة
صدرت المجلة في بداياتها نصف شهرية، ومن العدد 25 المؤرخ 21 صفر من عام 1380هـ/ الموافق 14 أغسطس من عام 1960م صدرت أسبوعية على ورق صقيل أبيض، وأستمرت أسبوعية إلى أن توقفت عن الصدور بعد صدور نظام المؤسسات الصحفية، وصدرت على شكل مجلة بغلاف ملون على مقاس 30×22 العدد 24 ومن العدد 25 المؤرخ 21 صفر 1380هـ/الموافق 14 أغسطس 1960م صدرت على حجم 45×30 في 12 صفحة، ومن العدد 75 المؤرخ 10 ربيع الأول من عام 1381هـ صدرت على مقاس 84×58 في 10 صفحات على هيئة جريدة، ولكن كُتب عليها مجلة حيث الرخصة، وهي من حيث الحجم والشكل والاخراج والمادة والتوضيب جريدة، وقد ألزمتها وزارة الإعلام بالتقيد بالرخصة وصدورها على هيئة المجلات، وكان الاشتراك في المجلة عندما كانت نصف شهرية 12 ريالاً في الداخل، و24 ريالاً خارج المملكة، ولما أصبحت المجلة أسبوعية أصبح الأشتراك 17 ريالاً في الداخل يُضاف إليها أجرة البريد في الخارج، وثمن العدد كان 4 قروش ثم أرتفع إلى 7 قروش.

## صدور العدد الأول منها
صدر العدد الأول من المجلة في السنة الأولى 1 ربيع الأول 1379هـ/4 سبتمبر 1959م، حيثُ كُتب في الصفحة الأولى بأعلاها مجلة الرائد مجلة أدبية أسبوعبة تصدر كل نصف شهر مؤقتاً، وعلى يسار العنوان مديرها ورئيس تحريرها عبد الفتاح أبو مدين، حيث ضمت الصفحة الأولى ثلاث مقالات الأولى كلمة «الرائد»، والثانية «الريادة» لعبد العزيز الرفاعي، والثالثة مولد الرائد الأعلى للشيخ إبراهيم الشورى.

## اهتمامات المجلة
كانت مجلة الرائد تعقد ندوات أدبية شبه أسبوعية تضم رجال الفكر والثقافة، ومن أبرز من كان يحضرها من الأدباء أبو تراب الظاهري وغيره، كما كان لها عناية بالرياضة الرياضيين حيث تتابع أخبار النوادي، وتقوم بنشر أخبارهم ومبارياتهم وأسماء لاعبيهم وتعليقات المعلقين الرياضيين.

## انظر ايضاً
- مجلة المنهل
- مجلة مدرسة جرول الزراعية